# Вівчарик жовточеревий
Вівча́рик жовточеревий (Phylloscopus nitidus) — вид горобцеподібних птахів родини вівчарикових (Phylloscopidae). Гніздиться в Західній Азії, зимує в Індії. В Україні рідкісний, залітний вид.

## Опис
Довжина птаха становить 10-11 см, розмах крил 19 см. Верхня частина тіла оливково-зелена. «Щоки», воло та груди світло-жовті, решта нижньої частини тіла білувата. Над очима довгі світло-жовті «брови», на крилах тонкі світлі смуги. Очі темно-карі, ноги буруваті.

## Поширення і екологія
Жовточереві вівчарки гніздяться на Кавказі, в Понтійських горах і в горах Ельбурс, Копетдаг та Паропаміз. Взимку вони мігрують до Західних Гат на південному заході Індії та на Шрі-Ланку. Жовточереві вівчарки гніздяться в густих широколистяних і мішаних гірських лісах та у високогірних чагарникових заростях, переважно на висоті від 900 до 3000 м над рівнем моря, місцями на висоті до 4500 м над рівнем моря. Віддають перевагу буковим, дубовим і ялівцевим лісам з густим підліском, зустрічаються також в мішаних лісах, в яки присутня вільха, в ярах та у верболозах в долинах річок.  Живляться жуками, павуками, мухами та іншими дрібними безхребетними, яких шукають в кронах дерев. Гніздяться у травні-червні. Гніздяться на землі, в норах між корінням дерев або в невисоко розташованих дуплах. В кладці від 4 до 6 яєць. Інкубаційний період триває 14-16 днів. Самиці будують гніздо і насиджують кладку, за пташенятами доглядають і самиці, і самці.